# Tachina magnicornis
Tachina magnicornis es una especie de moscas perteneciente a la familia Tachinidae.
Puede encontrarse en cualquier parte de Europa, excepto en Bielorrusia, Irlanda, Liechtenstein, Luxemburgo, Mónaco, San Marino, Ciudad del Vaticano y varias islas europeas.